# Manilkara rufula
Manilkara rufula är en tvåhjärtbladig växtart som först beskrevs av Friedrich Anton Wilhelm Miquel, och fick sitt nu gällande namn av Herman Johannes Lam. Manilkara rufula ingår i släktet Manilkara och familjen Sapotaceae. IUCN kategoriserar arten globalt som nära hotad. Inga underarter finns listade i Catalogue of Life.